# KEY to METALS
KEY to METALS（キイ・トゥ・メタルズ）はスイス・チューリッヒに本部がある Key to Metals AG が販売する有料の鉄・非鉄金属のデータベースの名称および販売会社名である。日本の販売窓口は Key to Metals Japan となっている。
『KEY to METALS』は鉄のデータベースである『KEY to METALS・STEEL』（キイ・トゥ・メタルズ・スチール）と、非鉄金属のデータベースである『KEY to METALS・NONFERROUS』（キイ・トゥ・メタルズ・ノンフェラス）で構成される。
オンライン版（webアクセス）とオフライン版（CD-ROM）があり、利用者数によってマルチユーザ環境でも利用できるようになっている。いずれも年間利用料として料金設定されており、オンライン版は毎月、オフライン版は年3回までのデータベース更新料金が含まれる。その間の利用回数は制限がない。

## KEY to METALS・STEEL
- 800.000レコード以上の登録
- 80.000種以上のスチール合金
- 化学成分、クロスリファレンス、適用ガイドライン、機械的性質、熱処理特性、高温物性、耐疲労性といった属性が収録されている

## KEY to METALS・NONFERROUS
- 300,000レコード以上の登録
- 12,000種以上の非鉄金属合金 － アルミニウム、銅、チタニウム、マグネシウム、すず、亜鉛、鉛、ニッケルなど
- 化学成分、クロスリファレンス、適用ガイドライン、機械的性質、熱処理特性、高温物性、耐疲労性、溶接特性といった属性が収録されている

## その他の特徴／Smart Comp TM
『Smart Comp TM』（スマートコンプ）は上記のデータベースとセットで使用することができる、インテリジェント型の化学組成分析ソフトである。未知の金属であっても、分析装置を利用して得た成分表の数値を入力することで上記データベース内にある類似金属を探し出すことができる。独自のノウハウによって短時間で精度の高い検索が可能になっている。